# Julie Dreyfus
Julie Dreyfus, född 24 januari 1966, är en fransk skådespelare. Hon har bland annat gjort roller i Quentin Tarantinos filmer Kill Bill och Inglorius Basterds, där hon spelade Sofie Fatale respektive Francesca Mondino. 

## Biografi
Dreyfus är född och uppvuxen i Paris som enda barn till skådespelaren Pascale Audret och producenten Francis Dreyfus. Hennes farfar var ättling till den berömda kaptenen Alfred Dreyfus (Dreyfusaffären). Som nittonåring började hon studera japanska vid institutionen för orientaliska språk vid Paris universitet, efter att ha studerat inredningsdesign och blivit intresserad av japansk arkitektur. Hon flyttade till Japan för ett halvårs intensivkurs i japanska vid universitetet i Osaka med sikte på ett arbete inom inredningsdesign. Hon flyttade sedan till Tokyo, där hon arbetade med design och fortsatte sina språkstudier. Efter detta arbetade hon som  fransk språklärare i NKV, ett utbildningsprogram på TV. Dreyfus erbjöds så småningom roller som ung vacker kvinna i olika TV-program.
För sin insats i Inglorious Basterds vann hon priset Screen Actors Guild Award för "Outstanding Performance by a Cast in a Motion Picture".

## Filmografi
- 1986 – Sekai fushigi hakken
- 1992 – Tōki Rakujitsu
- 1994 – Rampo
- 1995 – A Feast at Midnight
- 1998 – Legal Aliens
- 1998 – The Crow: Stairway to Heaven (TV-serie)
- 1999 – The Godson
- 2000 – Bathory
- 2002 – Jean Moulin (TV-film)
- 2003 – Kill Bill Volume 1
- 2008 – Tokyo!
- 2008 – Vinyan
- 2009 – Inglourious Basterds
- 2011 – Interpol